# Codi ATC C03
El  codi ATC C03, descrit com Diürètics, és una subgrup terapèutic de l'Anatomical, Therapeutic, Chemical Classification System (ATC). La classificació ATC és un sistema de codis alfanumèric desenvolupat per l'Organització Mundial de la Salut (OMS) per als fàrmacs i altres productes sanitaris. El subgrup C03 és part del grup anatòmic C Sistema cardiovascular.

Els codis per a ús veterinari (codis ATCvet) poden han estat creats afegint la lletra Q davant dels codis ATC humans: QC03... 
Les adaptacions estatals de la classificació ATC poden incloure codis addicionals no presents en aquesta llista, que segueix la versió de l'OMS.

## C03A Diürètics de sostre baix: tiazides
C03A A Tiazides, monodrogues
C03A B Tiazides i potassi en combinació
C03A H Tiazides, combinacions amb psicolèptics o analgèsics
C03A X Tiazides, combinacions amb altres drogues

## C03B Diürètics de sostre baix, excl. tiazides
C03B A Sulfonamides, monodrogues
C03B B Sulfonamides i potassi, en combinació
C03B C Diürètics mercurials
C03B D Derivats de la xantina
C03B K Sulfonamides combinades amb altres drogues
C03B X Altres diürètics de sostre baix

## C03C Diürètics de sostre alt
C03C A Sulfonamides, monodrogues
C03C B Sulfonamides i potassi, en combinació
C03C C Derivats de l'àcid ariloxiacètic
C03C D Derivats de la pirazolona
C03C X Altres diürètics de sostre alt

## C03D Agents estalviadors de potassi
C03D A Antagonistes de l'aldosterona
C03D B Altres agents estalviadors de potassi

## C03E Diürètics i agents estalviadors de potassi en combinació
C03E A Diürètics de sostre baix i agents estalviadors de potassi
C03E B Diürètics de sostre alt i agents estalviadors de potassi